# (74) Galatea
(74) Galatea – planetoida z pasa głównego planetoid okrążająca Słońce w ciągu 4 lat i 229 dni w średniej odległości 2,78 au. Została odkryta 29 sierpnia 1862 roku w Marsylii przez Wilhelma Templa. Nazwa planetoidy pochodzi od jednej spośród dwóch Galatei występujących w mitologii greckiej. Również jeden z księżyców Neptuna nosi nazwę Galatea.